# Suaeda rigida
Suaeda rigida là loài thực vật có hoa thuộc họ Dền. Loài này được H.S. Kung & G.L. Chu miêu tả khoa học đầu tiên năm 1978.